# Aleksej Jasjin
Aleksej Valerjevitj Jasjin (ryska: Алексей Валерьевич Яшин), född 5 november 1973 i dåvarande Sverdlovsk i Sovjetunionen (nuvarande Jekaterinburg i Ryssland), är en rysk före detta professionell ishockeyspelare, som bland annat representerat Ottawa Senators och New York Islanders i NHL.
Aleksej Jasjin valdes som andre spelare totalt av Ottawa Senators i NHL-draften 1992. Han debuterade i NHL för Senators säsongen 1993–94 med 30 mål och 49 assist för totalt 79 poäng på 83 matcher.
Aleksej Jasjin bästa säsong poängmässigt i NHL var 1998–99 då han gjorde 44 mål och 50 assist för totalt 94 poäng på 82 matcher för Ottawa Senators.
Inför säsongen 2001–02 skrev Jasjin på ett 10-årskontrakt värt $87,5 miljoner med New York Islanders. 2007 köpte Islanders ut honom från sitt kontrakt till en kostnad på $17,63 miljoner, detta gjorde att han var fortfarande på deras lönelista, med en årlig utbetalning på cirka $2,2 miljoner, fram till 2015.
Han avslutade sin aktiva hockeykarriär i ryska KHL med laget CSKA Moskva efter säsongen 2011/2012.
Aleksej Jasjin har vunnit OS-silver och OS-brons 1998 respektive 2002. Han har också spelat för det ryska landslaget i World Cup både 1996 och 2004.
Han är sedan 1999 eller tidigt 2000 tillsammans med den före detta supermodellen Carol Alt, det kom rapporter 2016 om att de hade gift sig.

## Klubbar
- Avtomobilist Sverdlovsk 1990–1991
- Dynamo Moskva 1991–1993
- Ottawa Senators 1993–2001
  -  Las Vegas Thunder 1994–1995
- CSKA Moskva 1995–1996
- New York Islanders 2001–2007
  -  Lokomotiv Jaroslavl 2004–2005
- Lokomotiv Jaroslavl 2007–2009
- SKA Sankt Petersburg 2009–2011
- CSKA Moskva 2011–2012